# Nanorrhinum chasmophyticum
Nanorrhinum chasmophyticum är en grobladsväxtart som först beskrevs av Per Erland Berg Wendelbo, och fick sitt nu gällande namn av Naanaie, Assadi och Tavassoli. Nanorrhinum chasmophyticum ingår i släktet Nanorrhinum och familjen grobladsväxter. Inga underarter finns listade i Catalogue of Life.